# Unternehmung Weißer Adler
Unternehmung „Weißer Adler” – niemieckie przedsięwzięcie w Generalnym Gubernatorstwie mające na celu utworzenie polskiej jednostki wchodzącej w skład Wehrmachtu, popierane przez Hansa Franka i zatwierdzone 24 października 1944 przez Hitlera.
Do początku grudnia 1944 zwerbowano, głównie w obozach i więzieniach, ok. 471 żołnierzy noszących niemieckie mundury z naszywkami: Im Dienst der Deutschen Wehrmacht.